# 응아우레이소우
응아우레이소우 (광둥어: 牛脷酥, 월병: ngau4 lei6 sou1)는 중국식 빵의 일종이다. 소의 혀를 닮았다고 하여 이런 이름이 붙여졌으며, 말의 귀라는 뜻에서 마이 (중국어 간체자: 马耳, 병음: mǎěr →마얼)이라고도 부른다. 남부 광둥성과 푸젠성에서 찾아볼 수 있는 튀김빵 요리이다.
컽은 바삭하고 속은 쫄깃쫄깃하고 부드러운 식감이 특징이며, 살짝 달달한 맛이 난다. 아침에 두유와 함께 먹기도 한다. 비슷한 아침식사 대용 빵인 유탸오와 동일한 방식으로 만들지만 밀가루에 설탕가루를 넣는다는 점이 다르다. 서양에서는 그 조리법이 도넛과 닮았다고 하여 중국식 도넛 (Chinese Doughnut)이라 칭하기도 한다.

## 같이 보기
- 유탸오
- 함전병 (셴젠빙)
- 솽바오타이